# Urechis unicinctus
« Pénis de mer » redirige ici, ne pas confondre avec le « poisson pénis ».
Espèce
Urechis unicinctus, aussi appelé le pénis de mer (en chinois : 海肠 ; pinyin : hǎicháng ; litt. « intestin de mer » ; en coréen : 개불, gaebul, en japonais : yumushi (ユムシ, 螠虫) et en anglais penis fish) est une espèce de ver annélide échiurien maritime de la famille des Urechidae, que l’on trouve en Asie orientale.

## Description et caractéristiques
C'est un assez gros ver échiurien, qui peut atteindre une trentaine de centimètres de long. Le corps est uniformément beige, mimétique du sable vaseux dans lequel il vit et dans lequel il creuse ses tunnels en forme de U. La partie antérieure montre un renflement musculeux avant le probiscis, mou et effilé. 
Ces vers chassent en sécrétant un filet de mucus collant, qui agglomère naturellement les particules nutritives à la dérive dans l'eau, qu'il ingère ensuite. 

## Habitat et répartition
Ce ver vit enfoui sous les sables vaseux riches en détritus nutritifs, entre la Chine du nord, la Corée et le nord du Japon. 

## Utilisation culinaire
La forme suggestive de ce ver lui fait prêter des vertus aphrodisiaques dans certains folklores. Il est utilisé dans la cuisine de l'Est de la Chine, en Corée et au Nord du Japon.
Dans la province du Shandong, à l'Est de la Chine, on peut le préparer en ravioli, il a alors un goût assez proche de l'andouillette, en fin de bouche.
En Corée, il est servi comme un hoe (plat de poisson ou fruit de mer cru).
Au Japon, il est principalement trouvé et consommé à Hokkaido.

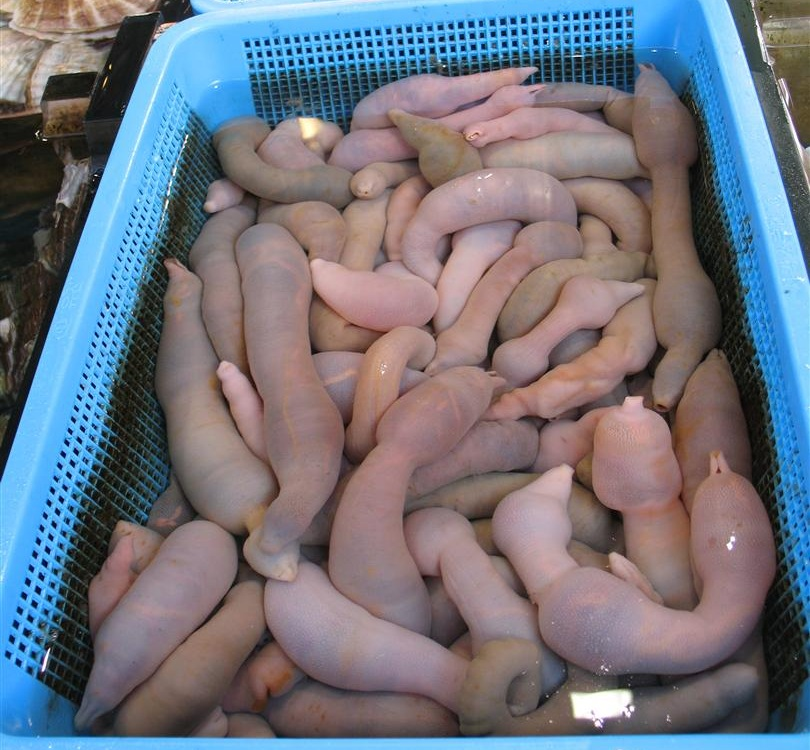
Sur un étal de marché.
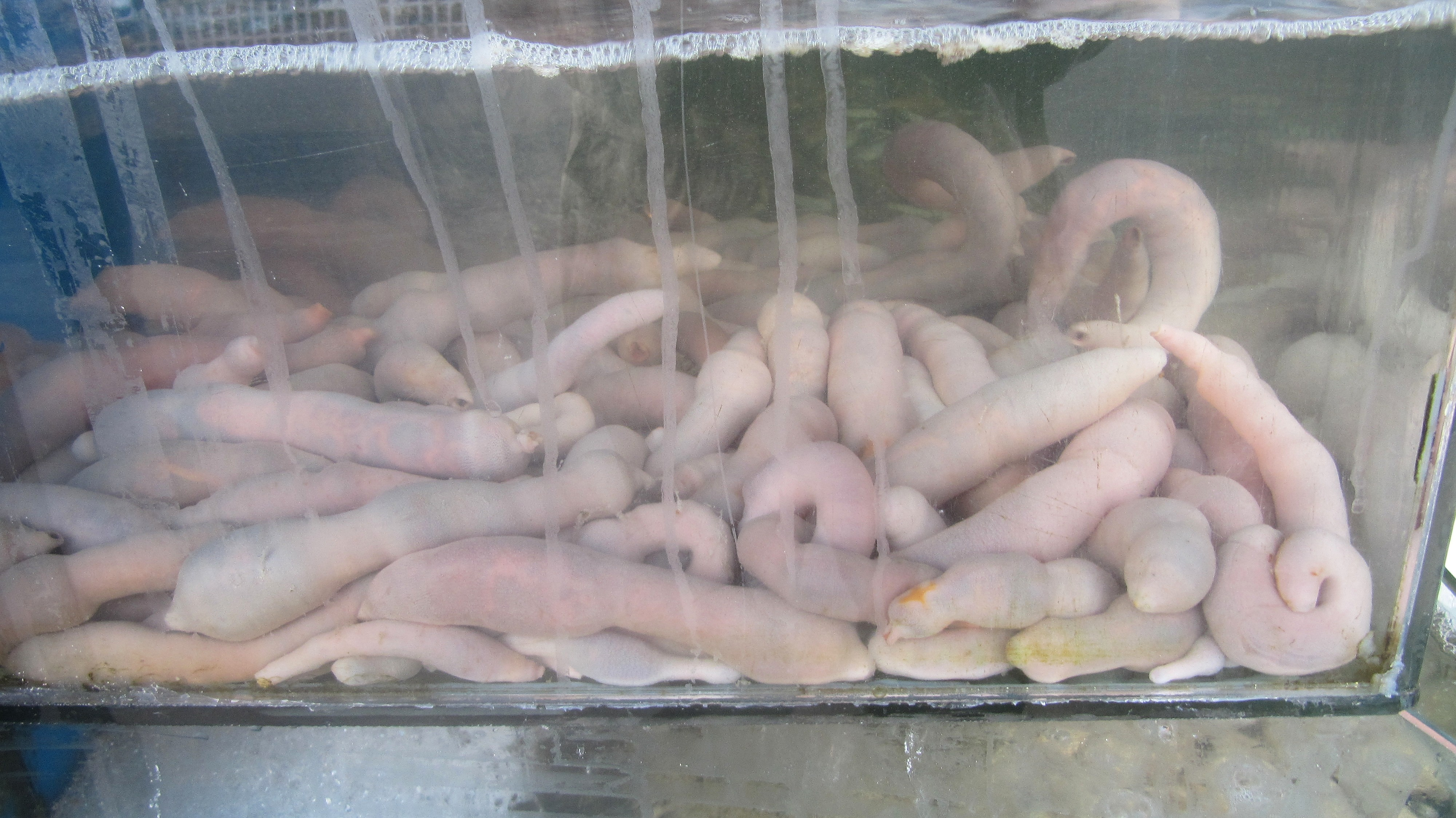
Chez un restaurateur.
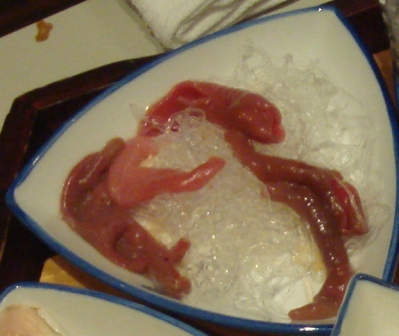
Urechis unicinctus dans la cuisine coréenne.